# Pastavy
Pastavy (in bielorusso Паставы?; in lituano Pastovys; in russo Поставы?, Postavy; in polacco Postawy) è un comune della Bielorussia, situato nella regione di Vicebsk.